# Хехинген
Хехинген (на немски: Hechingen) е окръжен град в Баден-Вюртемберг, Германия, с 18 971 жители (2015). Намира се на ок. 60 km южно от Щутгарт и на 90 км северно от Швейцария.
До 1850 г. е столица на княжество Хоенцолерн-Хехинген, управлявано от род Хоенцолерн.